# دانشگاه اسکندریه
دانشگاه اسکندریه (به عربی: جامعة الإسكندرية) (به مصری جدید: جامعة اسكندريه) یکی از دانشگاه‌های معتبر مصر است که در شهر ساحلی اسکندریه واقع شده‌است.
نام قدیمی این دانشگاه، دانشگاه فاروق بوده‌است.

## دانش‌آموختگان و استادان سرشناس
- مصطفی العبادی
- توفیق صالح
- احمد حسن زویل
- علی‌اکبر فیاض در زمانی که قاسم غنی سفیر ایران در قاهره بود در این دانشگاه به تدریس زبان و ادبیات فارسی و ایراد سخنرانی‌هایی دربارهٔ شعر فارسی و تمدن اسلامی پرداخت.[۱]